# (5981) Kresilas
(5981) Kresilas ist ein Asteroid des Hauptgürtels, der am 24. September 1960 von dem niederländischen Astronomenehepaar Cornelis Johannes van Houten und Ingrid van Houten-Groeneveld entdeckt wurde. Die Entdeckung geschah im Rahmen des Palomar-Leiden-Surveys, bei dem von Tom Gehrels mit dem 120-cm-Oschin-Schmidt-Teleskop des Palomar-Observatoriums aufgenommene Feldplatten an der Universität Leiden durchmustert wurden.
Der Asteroid wurde nach dem griechischen Bronzebildner Kresilas (* ~480 v. Chr. in Kydonia; † ~410 v. Chr.) benannt, der um 450–420 v. Chr. in Delphi, Hermione und  Athen tätig war und am besten für seine Statue des Perikles mit einem korinthischen Helm bekannt ist.